# ديفيد أكسلرود (منتج أسطوانات)
ديفيد أكسلرود (بالإنجليزية: David Axelrod) هو عازف جاز ومنتج أسطوانات وملحن أمريكي، ولد في 17 أبريل 1933 في لوس أنجلوس في الولايات المتحدة، وتوفي في 5 فبراير 2017 في بربانك في الولايات المتحدة.

## وصلات خارجية
- ديفيد أكسلرود على موقع IMDb (الإنجليزية)
- ديفيد أكسلرود على موقع ميوزك برينز (الإنجليزية)
- ديفيد أكسلرود على موقع أول ميوزيك (الإنجليزية)
- ديفيد أكسلرود على موقع ديسكوغز (الإنجليزية)
- ديفيد أكسلرود على موقع قاعدة بيانات الفيلم (الإنجليزية)